# Lacanobia tangens
Lacanobia tangens är en fjärilsart som beskrevs av Barend J. Lempke 1940. Lacanobia tangens ingår i släktet Lacanobia och familjen nattflyn. Inga underarter finns listade i Catalogue of Life.